# Buchhorn
Koordinaten: 47° 39′ N, 9° 29′ O
Buchhorn ist der frühere Name der Stadt Friedrichshafen. Die am Nordostufer des Bodensees gelegene Stadt war über 400 Jahre, vom 13. Jahrhundert bis 1802/03, Reichsstadt. Der Reichsdeputationshauptschluss beendete die republikanische Ära, Buchhorn wurde dem Kurfürstentum Bayern zugesprochen. Jedoch kam die Stadt nur wenige Jahre später im Rahmen des Grenzvertrags zwischen Bayern und Württemberg 1810 vom Königreich Bayern an das Königreich Württemberg, und kurz darauf verfügte der württembergische König Friedrich I. von Württemberg 1811 die Fusion der Gemarkungen der Stadt Buchhorn und der Gemeinde Hofen, auf der auch der Bezirk des Klosters Hofen lag. Die neue Gemeinde übernahm das Stadtrecht Buchhorns und war als württembergischer Bodenseehafen konzipiert. Sie erhielt den Namen Schloss und Stadt Friedrichshafen, der Name Buchhorn geriet außer Gebrauch, die Bezeichnung Hofen blieb jedoch bis heute erhalten. Buchhorn war vor allem durch den Bodenseehandel geprägt worden, hatte jedoch eine wechselhafte Geschichte erlebt, in der es oft zerstört wurde.

## Geschichte

### Gründung und Dorfgeschichte
Im Jahr 838 wird Buchhorn als „Buachihorn“ zum ersten Mal als Ort der Udalrichinger erwähnt, in dem sie die Leutkirche erbauten. Um 1100 ließen sich erste Händler am See nieder, die einen Warenumschlagplatz vom Transport zu Lande aufs Wasser errichteten, um die Handelsverbindungen über die Alpen nach Italien zu verbessern und auszubauen. Die spätere Stadt bestand damals wohl nur aus wenigen Wohnhäusern, einem Lagerhaus, einem Wirtshaus, Pferdeställen und einem kleinen Markt. 1156 wurde am Ort der heutigen Nikolauskirche eine Kapelle errichtet, die jedoch 1291 wieder zerstört wurde.
Anfang des 13. Jahrhunderts ist Buchhorn als Verbindungsort der Handelsstraße von Ravensburg und der Ost-West-Straße am Bodenseeufer entlang nicht unbedeutend. 1215 wird in einer Mitteilung der Begebenheiten des Klosters Weißenau zum ersten Mal ein Händler aus Buchhorn erwähnt. Da das bäuerliche Dorf Buchhorn etwas abseits der Straßenkreuzung lag und im 13. Jahrhundert direkt an der Kreuzung eine neue Ansiedlung entstand, die sich 1266 Hofen nannte, wird auch für möglich gehalten, dass unter dem Staufer Friedrich II. in der Zeit zwischen 1213 und 1216 eine neue Stadt Buchhorn gegründet worden ist. Urkunden über die Stadtgründung Buchhorns sind nicht erhalten und dürften vermutlich bei einem Brand vernichtet worden sein.

### Buchhorn als Stadt
1274 wird Buchhorn erstmals in einem Dokument als Stadt bezeichnet. Inhalt war die Regelung des Besitzrechtes eines Gartens zwischen einem Bürger namens Nikolaus und dem Abt von Salem. Es wurde vom damaligen Stadtammann Hermann und dessen Vorgänger Eberhard unterzeichnet. Das Siegel zeigt eine 15-blättrige Buche mit einem quer über den Stamm gehängten Horn. Buchhorn gehörte damals zur Landvogtei Oberschwaben mit Sitz in Altdorf. Der erste Landgraf war Hugo von Werdenberg-Heiligenberg, der auf der Veitsburg residierte. 1275 wurde Buchhorn von König Rudolf zusammen mit Überlingen und Freiburg im Breisgau in den Rang einer Reichsstadt erhoben. Dem neuen Stadtrecht nach waren Buchhorns Bürger nur dem eigenen Stadtgericht unterworfen, um unabhängig von anderen Gerichten zu sein. Doch schwere Straftaten blieben weiterhin Aufgabe auswärtiger Gerichte.

### Verpfändung und Königskrieg
Im Jahr 1280 wurde die Reichsstadt von König Rudolf an die Grafen von Werdenberg verpfändet. Nachdem Adolf von Nassau auf Betreiben der rheinischen Kurfürsten zum deutschen König gewählt worden war, geriet Hugo von Werdenberg, der die Interessen des Herzogs Albrecht von Österreich vertrat, mit dem Abt des Klosters St. Gallen Wilhelm in Streit und zog mit seinen Truppen in Buchhorn ein. St. Gallen und Konstanz griffen daraufhin am 11. November 1291 Buchhorn an, plünderten erst und brannten die Stadt nieder. Dies war ein schwerer Schlag für Buchhorn und seine weitere Entwicklung. Nachdem Adolf von Nassau 1298 von den Kurfürsten abgesetzt worden war und Albrecht von Österreich seine Nachfolge angetreten hatte, erhielt die Stadt von diesem weitere Rechte und Privilegien, wie z. B. das Recht, unter königlichem Schutz einen Wochenmarkt abzuhalten. Doch erst 1332 erfolgte die Lösung der Reichsstadt aus der Verpfändung an die Werdenberger. Um eine neuerliche zu verhindern, trat Buchhorn 1376 in den Schwäbischen Städtebund ein. 1305 wurde Buchhorn außerdem durch fünf Blitzeinschläge und anschließende Großbrände zum Teil zerstört.

### Kaiserbesuche
Danach folgten relativ ruhige Zeiten für die Stadt Buchhorn. Als einzige wichtige Ereignisse mit Bezug zur aktuellen politischen Lage sind Kaiserbesuche überliefert. Der spätere Kaiser Sigismund hielt sich während des
Konstanzer Konzils (1414–1418) hier auf. Auch Kaiser Friedrich III. besuchte die Reichsstadt 1452.

### Kriegszeiten

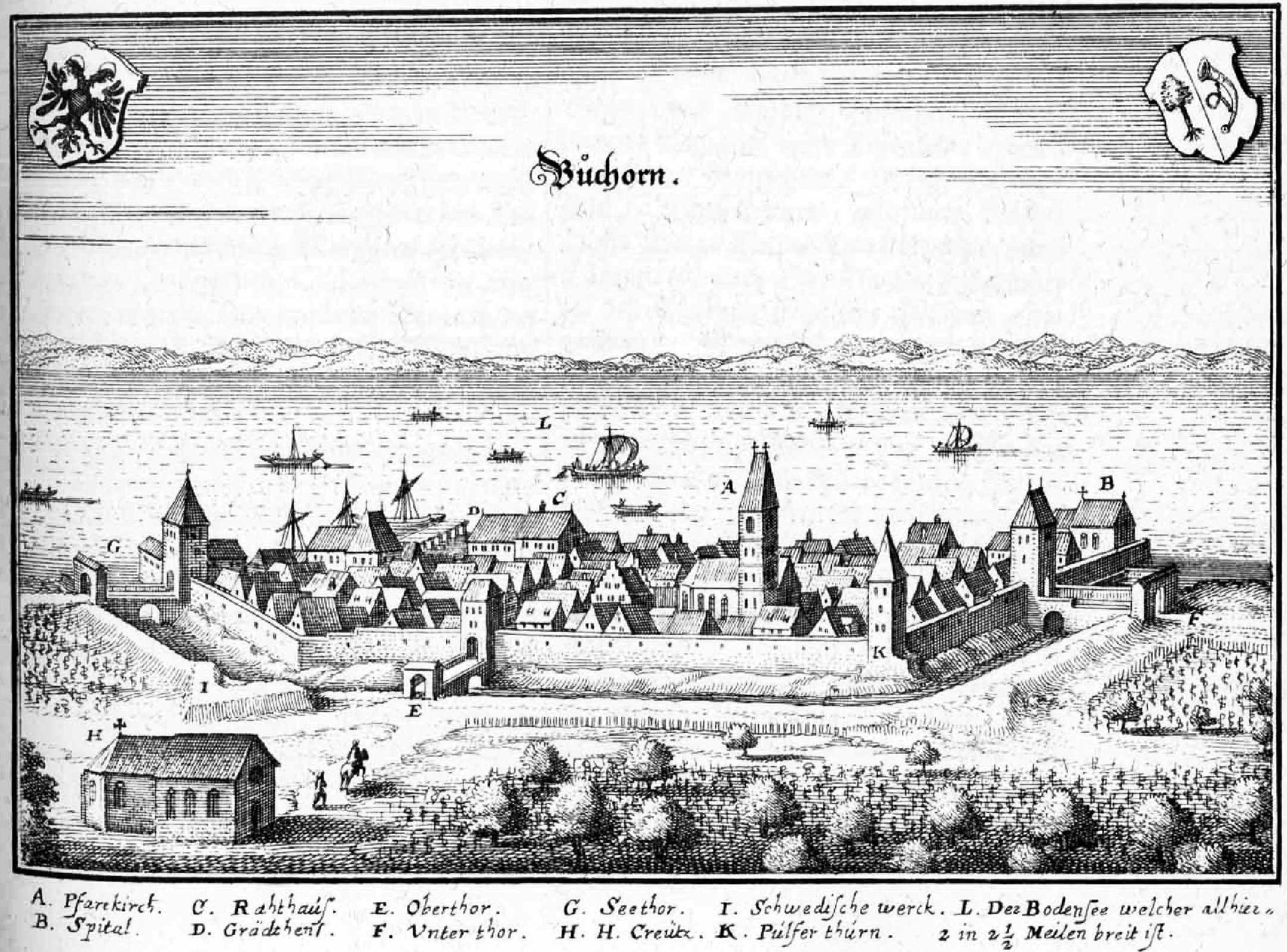
Kupferstich von „Buͦchorn“ (Merian, 1643/1656)

Angelockt durch seinen Stellenwert für den Handel und dem daraus resultierenden Reichtum wäre Buchhorn 1454 fast vom „Raubritter“ Hans von Rechberg ausgeplündert worden. Ein wachsamer Bürger vereitelte den Versuch. Bereits durch den Bauernkrieg 1525 und die Glaubenskämpfe der Reformation verlor Buchhorn seinen bescheidenen Wohlstand wieder.
Im Dreißigjährigen Krieg litt Buchhorn vor allem unter dem schwindenden Geldwert und den Einquartierungen und Übergriffen spanischer und holländischer Soldaten. 1634 besetzten schwedische Truppen die Stadt und benannten sie in Gustavsburg um. Nach dem Ende des Krieges und der völligen Zerstörung kam das wirtschaftliche Leben nur allmählich wieder in Gang. Noch einmal komplett zerstört wurde Buchhorn während der Koalitionskriege der französischen Revolution durch die 1796 einquartierten französischen Truppen.

### Aus Buchhorn wird Friedrichshafen
Nach dem napoleonischen Krieg war auch der letzte, durch den Salzhandel entstandene Wohlstand verschwunden und die Stadt selbst völlig verwüstet. 1802 ging Buchhorn infolge des Friedensvertrages von Lunéville an Bayern, und 1810 durch den Pariser Vertrag an Württemberg, das von König Friedrich I. regiert wurde. Am 16. Juli 1811 besichtigte er Buchhorn und die umliegenden Städte. Einen Tag später verkündete er die Vereinigung von Buchhorn und Hofen zu Schloss und Stadt Friedrichshafen. Die erste amtliche Bekanntmachung über den Zusammenschluss wurde im Königlich-Württembergischen Staats- und Regierungsblatt Nr. 25 vom 27. Juli 1811 veröffentlicht.

## Politik
Nach der Stadtgründung Buchhorns war ein vom Landvogt eingesetzter Amann Verwalter der Stadt. Er war zuständig für Politik und Rechtsprechung und lud zu seinen Versammlungen Zeugen aus reicheren Familien ein, die eine Art Stadtrat bildeten. Das Volk musste die Urteile und Entscheidungen bestätigen. Doch schon bald nach dem Brandunglück von 1345 begannen die zugewanderten Handwerker ihren Einfluss auf die Politik zu erweitern. 1397 wurde der erste Bürgermeister eingesetzt, der als neues Stadtoberhaupt nicht vom König bestätigt werden musste.
In Buchhorn wurde die Verfassung von vier Zünften – den Schmieden, Rebleuten, Bäckern und Metzgern – ausgearbeitet. Dieser Verfassung nach gab es einen kleinen Rat mit vierzehn und einen großen Rat mit zusätzlichen sechzehn Personen. Diese wurden am 21. Dezember gewählt und teilten die vierzig verschiedenen Posten wie den Bürgermeister, den obersten Zunftmeister oder den Kassenverwalter auf. Die Inhaber verrichteten ihre Posten ehrenamtlich und neben ihrem normalen Beruf her. Der Rat hatte unbeschränkte Befugnisse und befasste sich beinahe täglich auch mit kleinsten Delikten wie Beleidigungen oder Übertretung der Zunftordnung. Im Riedlewald befand sich der Galgen, an dem selten einmal ein Todesurteil vollstreckt wurde.

## Wirtschaft
Die wichtigsten Berufe der Buchhorner waren Fischer, Schiffsleute, Bauern und Handwerker, die sich ebenfalls durch etwas Landwirtschaft selbst versorgten.

### Landwirtschaft
Der Weidebetrieb, der ein großer Streitpunkt zwischen Buchhorn und Hofen war, wurde durch einen städtischen Bediensteten, den Kuhhirten, geregelt. Im Jahr 1343 wurde ein Urteil beurkundet, das dieses Problem löste. Neben Dinkel und Hafer wurde vor allem Hanf angebaut, der in Leinwandwebereien weiterverarbeitet wurde. Im 15. und 16. Jahrhundert wuchs die wirtschaftliche Bedeutung des Weinbaus, doch der Buchhorner Wein war nicht hochwertig und daher kein Exportprodukt. Angebaut wurde vor allem der weiße Elbling, eine sehr ertragreiche Sorte, die eher sauren Wein lieferte. Auch Rotwein wurde gekeltert – aus der blauen Silvanertraube. Durch den Weinbau entstand die Legende von den trinkfreudigen Buchhornern.

### Handelsverkehr
Buchhorn lag an zwei wichtigen Handelsrouten: Deutschland–Schweiz–Italien–Nordafrika und Deutschland–Schweiz–Frankreich–Spanien. Die Stadt lebte von der Schifffahrt und dem Güterumschlag, durch den sie Zoll- und Lagergeld verdiente. Auch die Wirte und Schmiede verdienten an den durchreisenden Händlern sowie jegliche Form der Nahrungsmittelproduktion. Um den lokalen Handel kümmerten sich im Wesentlichen zwei Ravensburger Handelsgesellschaften. Buchhorn besaß auch ein Kornhaus (1485 errichtet) sowie ein Gredhaus, das als Güterumschlagplatz diente.

### Aufschwung durch den Salzhandel
Nach dem Dreißigjährigen Krieg sowie einigen Vorkommnissen der Geldfälscherei um 1700 und dem Verkauf verschiedener Einnahmen in den Folgejahren betrugen Buchhorns Schulden im Jahr 1755 rund 46.000 Gulden. Doch als der bayerische Kurfürst Maximilian Joseph 1755 mit Buchhorn einen Umschlagplatz für den Export von Salz in die Schweiz fand, begann der wirtschaftliche Umschwung. Der so genannte Salzvertrag schloss auch den Transport von Getreide und anderen Handelswaren ein. Der Handelsverkehr nahm schnell größeren Umfang an, jährlich wurden 20.000–25.000 Fass verschifft. Da das Kornhaus und das Gredhaus nicht mehr ausreichten, wurde ein Neubau am See errichtet – ein Salzstadl, der 1760 fertiggestellt wurde. Teilweise betrug der Jahresumsatz der Stadt allein durch den Salzhandel über eine Million Gulden. Bereits 1771 verlor Buchhorn jedoch das Monopol und damit seinen hohen Stellenwert: Nach den Bemühungen Lindaus durfte auch von dort aus das aus den Gewinnungsstätten Bayerns und Tirols über die Tiroler Salzstraße angelieferte Salz in die Schweiz weitergehandelt werden.